# Gregariella difficilis
Gregariella difficilis is een tweekleppigensoort uit de familie van de Mytilidae. De wetenschappelijke naam van de soort is voor het eerst geldig gepubliceerd in 1863 door Deshayes in Maillard.